# Erbach (Rheingau)

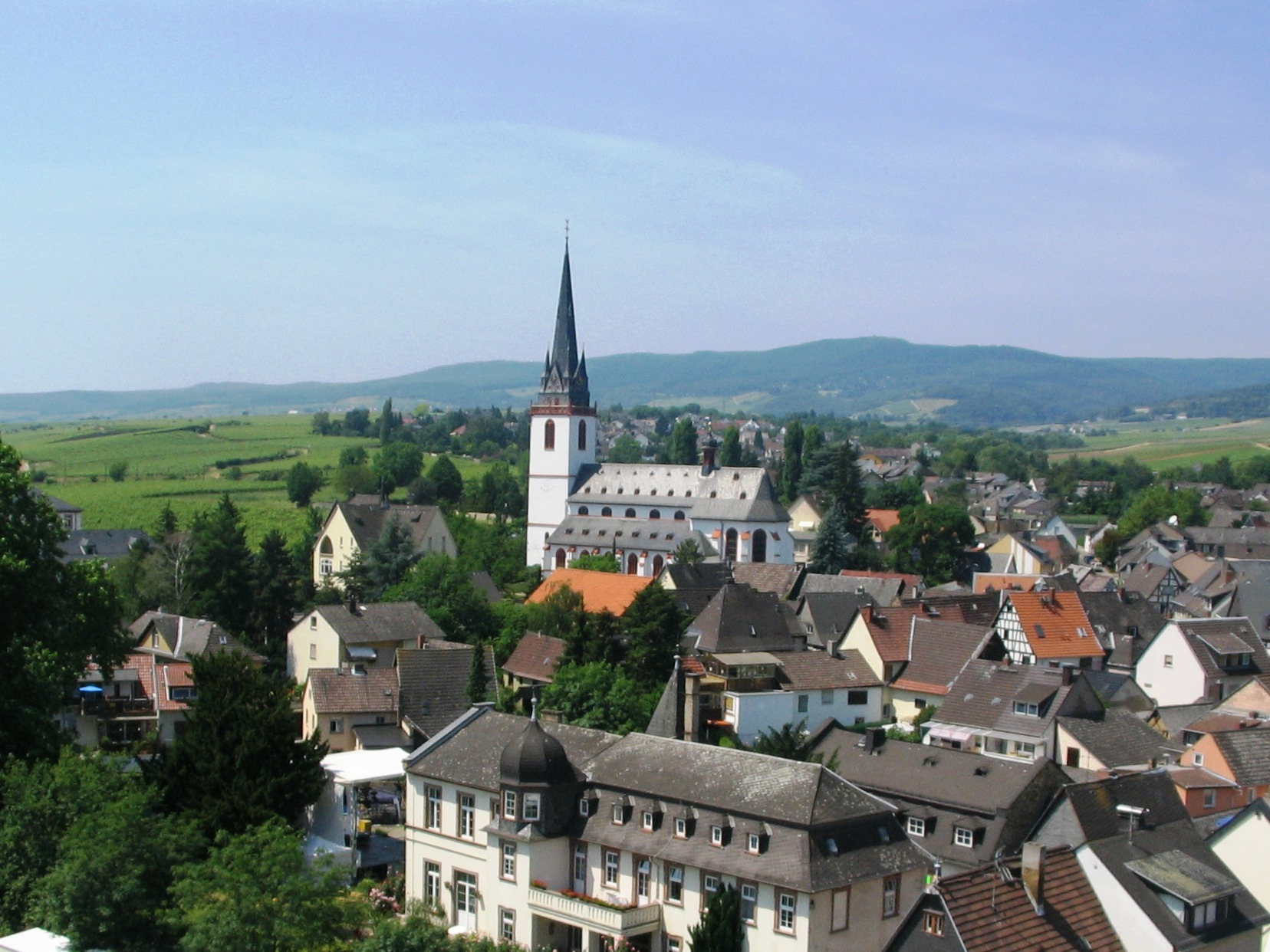
Blick über Erbach im Rheingau mit katholischer Pfarrkirche Sankt Markus zum Rheingaugebirge im Taunus

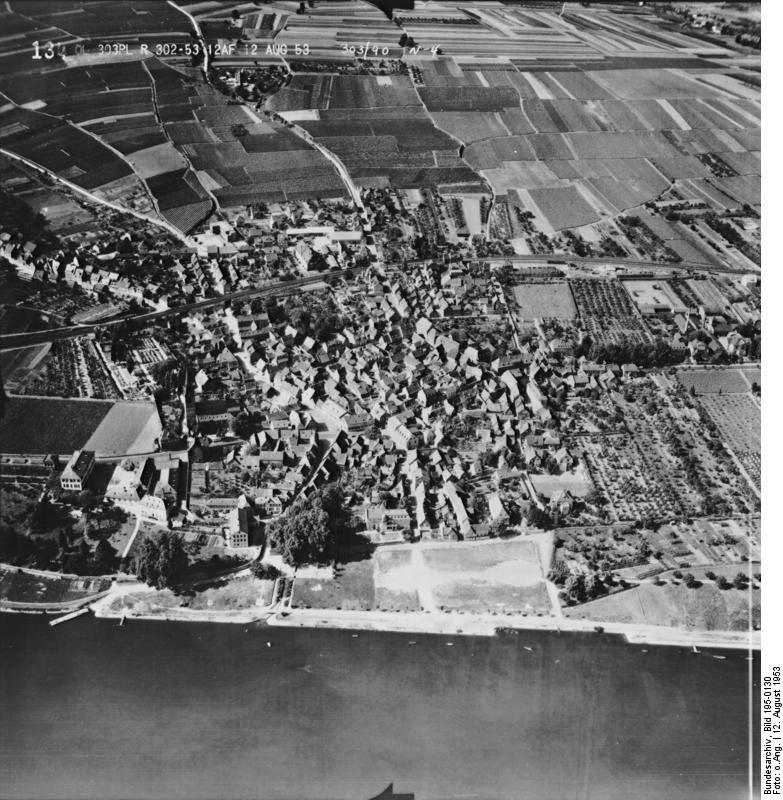
Erbach am 12. August 1953

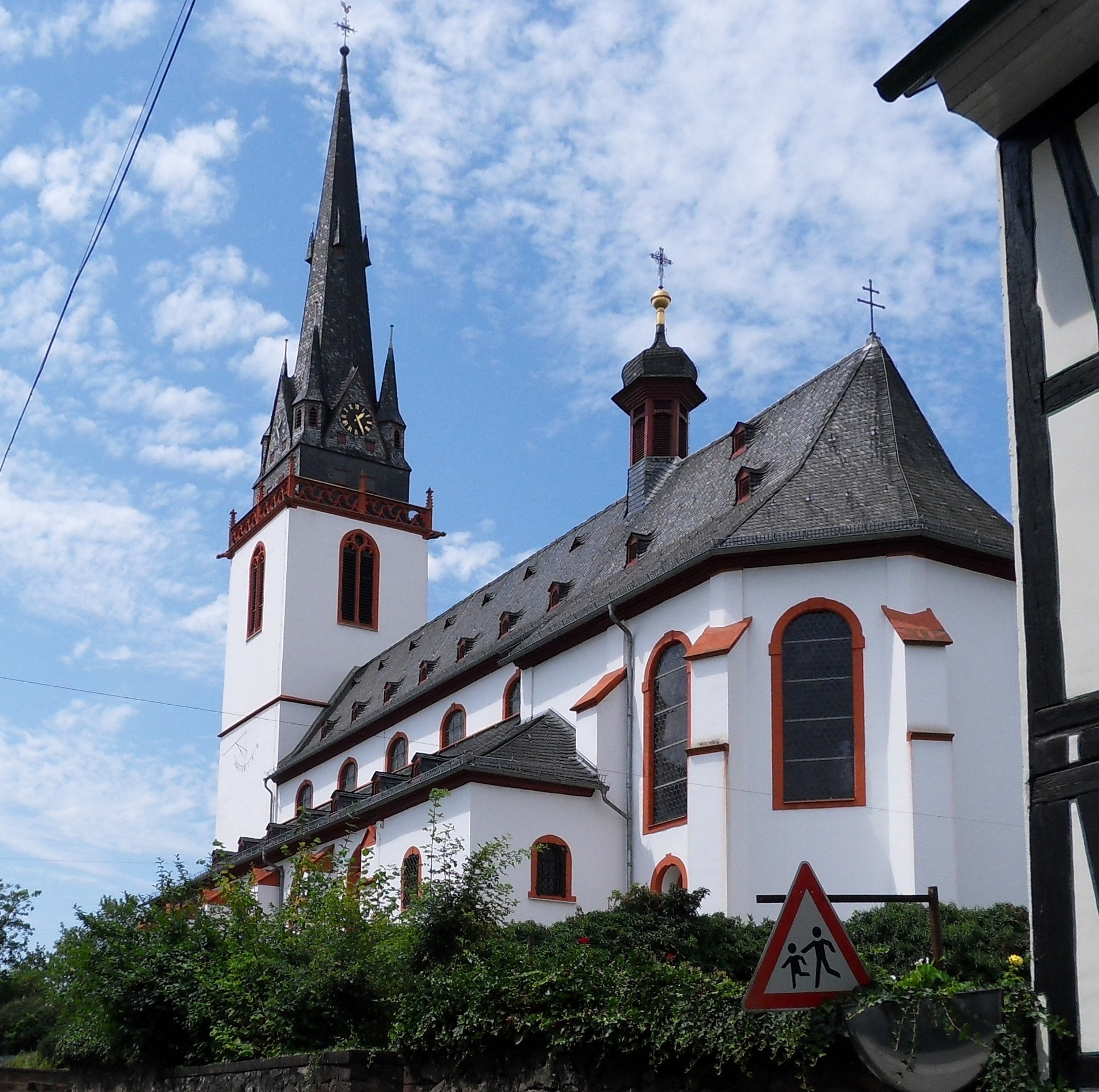
Pfarrkirche St. Markus

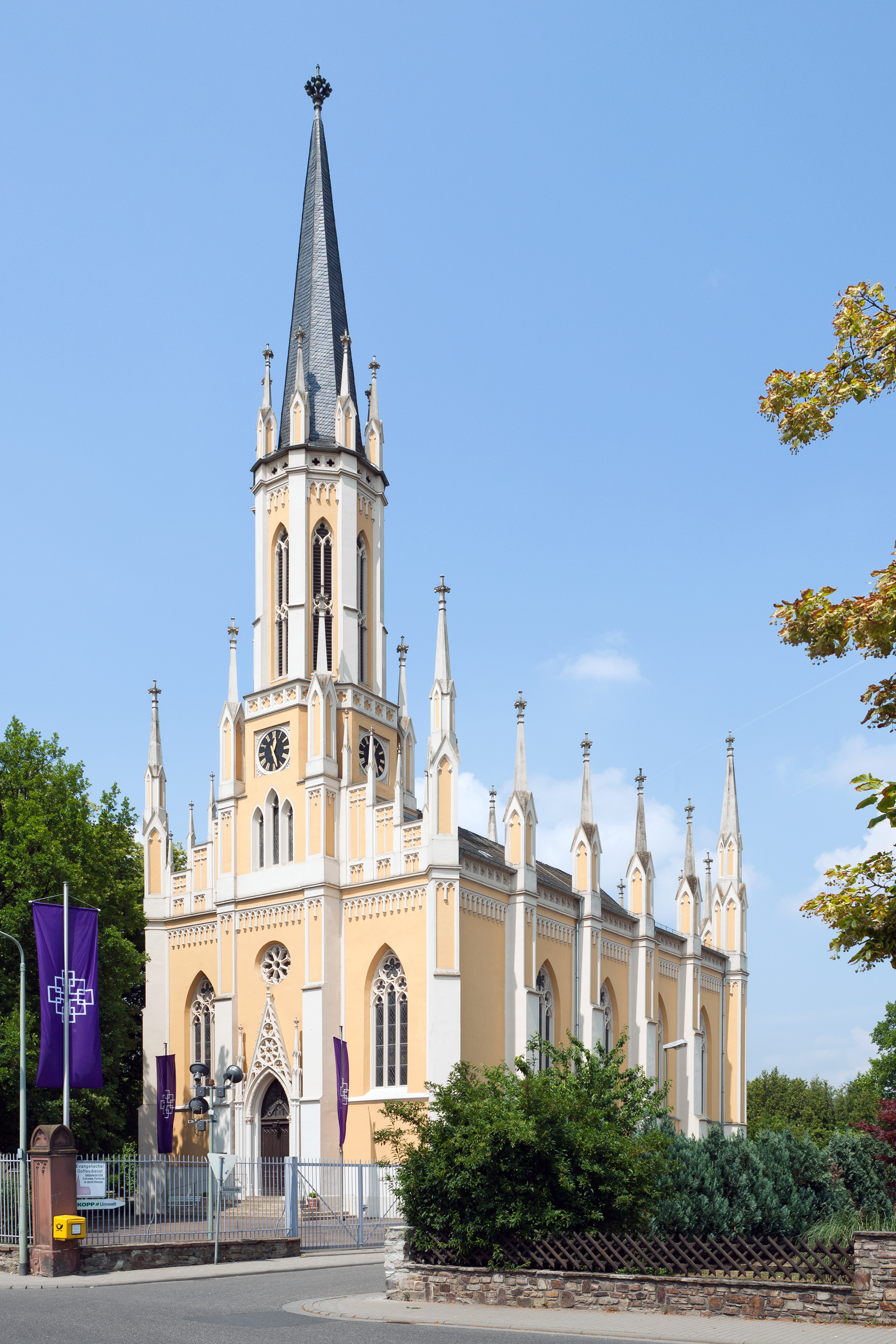
Ev. Johanneskirche

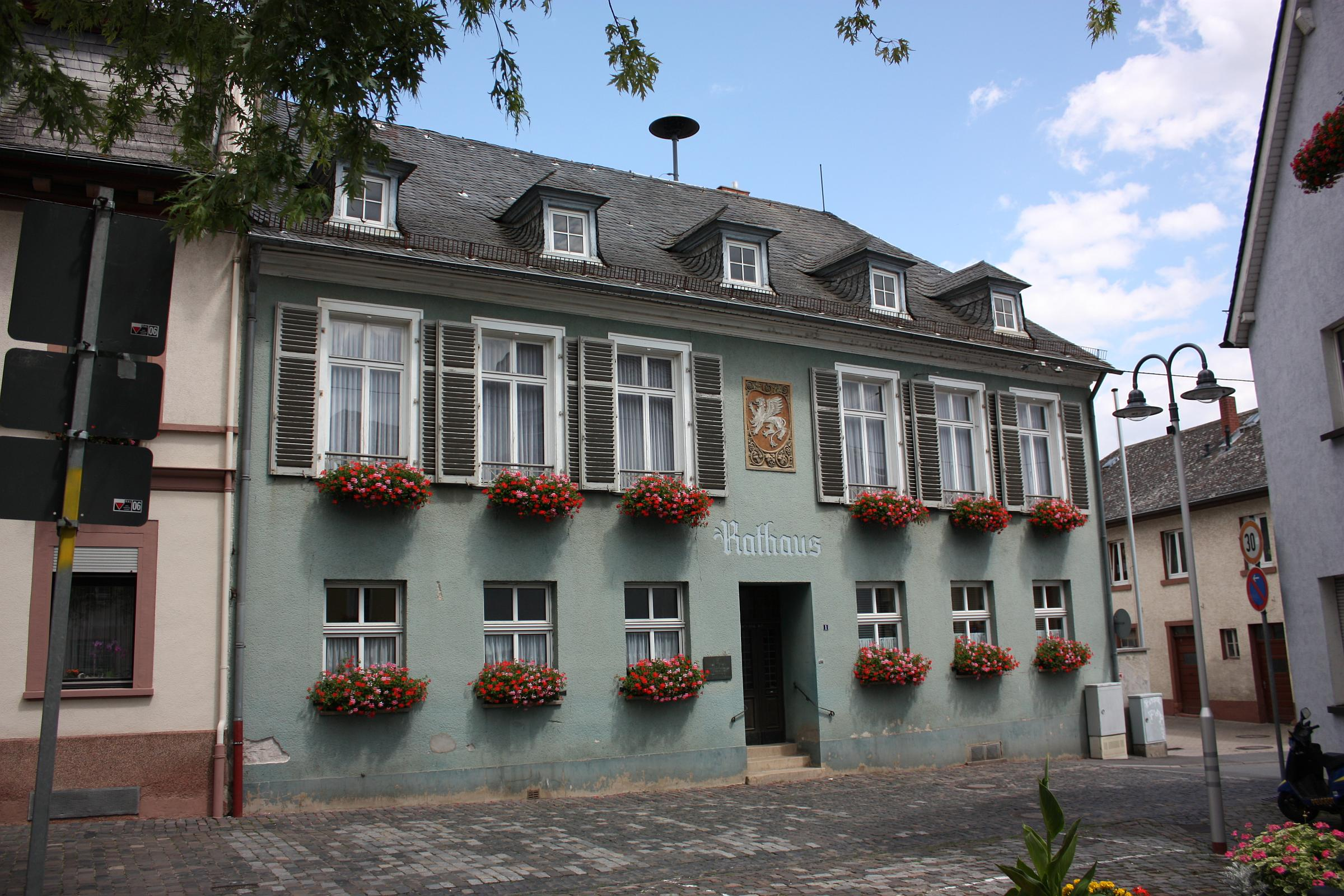
Rathaus in Erbach

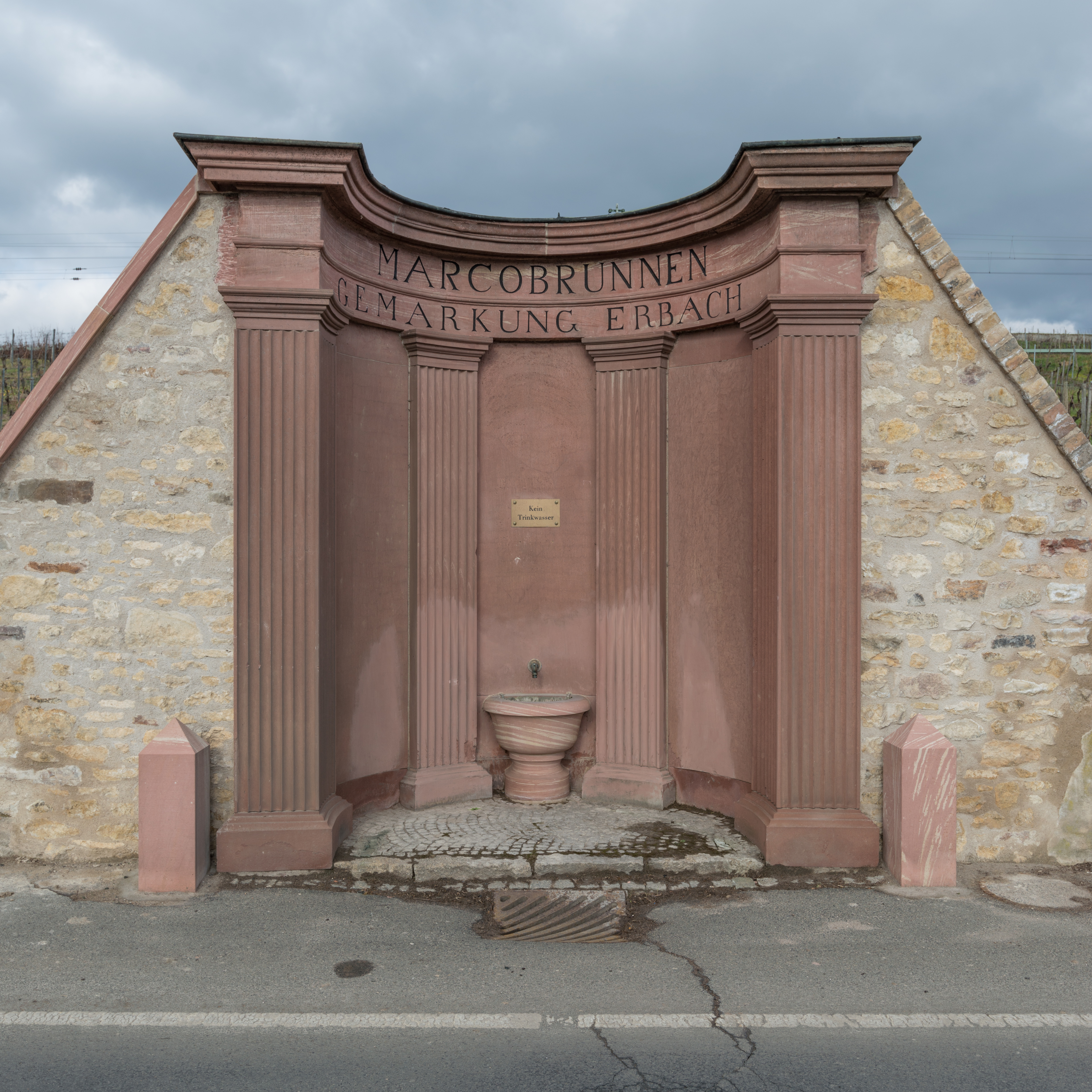
Der Erbacher Marcobrunnen

Erbach (Rheingau) ist ein Stadtteil der Stadt Eltville am Rhein im Rheingau-Taunus-Kreis in Hessen. Mit rund 3400 Einwohnern ist Erbach nach der Kernstadt der zweitgrößte Stadtteil.

## Geographische Lage
Erbach ist der mittlere der drei am Rhein gelegenen Eltviller Stadtteile und liegt zwischen Hattenheim im Westen und der Kernstadt Eltville im Osten. Der Ort hat sich entlang der alten in Ost-West-Richtung durch den Rheingau führenden Straße und entlang des unteren Kisselbachs entwickelt. Der Ortskern liegt auf einer Höhe von 86 Meter.
Die Erbacher Gemarkung zieht sich als Streifen von ungefähr 2.000 bis 500 Meter Breite vom Rhein, wobei auch ein Teil der Mariannenaue in die Gemarkung einbezogen ist, mehr als acht Kilometer weit über den Eichberg und den Erbacher Kopf bis zum Waldrand bei Hausen vor der Höhe. Hinzu kamen bis zur Eingliederung noch zwei Exklaven drei Kilometer weiter nordwestlich, das Erbacher Forsthaus im Niedergladbacher Wald und westlich davon eine Parzelle im Hinterlandswald in der Größenordnung 100 Hektar, und zwar die Waldungen im unteren Braubachtal, einem rechten Seitental des Ernstbachs.

## Geschichte
Der ursprüngliche, seit dem 11. Jahrhundert urkundlich nachgewiesene Name Eberbach wurde später zusammengezogen. Er findet sich heute noch im Namen von Kloster Eberbach. Erbach gehörte bereits im Mittelalter mit dem ganzen Rheingau zum Kurmainzischen Territorium des Erzbistums Mainz. Eine Reihe von adeligen Geschlechtern und Gefolgsleuten des Mainzer Kurfürsten besaßen hier Ländereien und Gutshöfe, darunter die Freiherrn Langwerth von Simmern und die Freiherren zu Knyphausen.
Nach Auflösung des Kurstaates ging Erbach 1803 an Nassau-Usingen und gehörte zur Zeit des Herzogtums Nassau zum Amt Eltville. Nach der Annexion des Herzogtums durch Preußen wurde der Ort 1867 dem Rheingaukreis im Regierungsbezirk Wiesbaden zugeordnet.
Im Zuge der Gebietsreform in Hessen wurde die Gemeinde Erbach (Rheingau) am 1. Januar 1977 mit anderen Gemeinden kraft Landesgesetz in die Stadt Eltville eingegliedert. Für Erbach wurde wie für die Kernstadt und die anderen Stadtteile ein Ortsbezirk mit Ortsbeirat und Ortsvorsteher eingerichtet. Die Grenzen der Ortsbezirke folgen den seitherigen Gemarkungsgrenzen.

## Wirtschaft
Erbach ist einer der bekannten Weinbauorte im Rheingau. Die Klinik für Psychiatrie und Psychotherapie Eichberg liegt zwischen der Landstraße nach Kloster Eberbach und dem Waldrand in der Erbacher Gemarkung und kann daher als größter Arbeitgeber des Stadtteils gelten. Weitere wichtige Arbeitgeber sind neben den Weinbaubetrieben und der Gastronomie zwei Seniorenwohn- und -pflegeheime. Einige gewerbliche Betriebe sind unweit der evangelischen Pfarrkirche gelegen. Zu Erbach gehört auch das auf der Marienhöhe gelegene Kinder- und Jugenddorf Bethanien.

## Verkehr
Erbach liegt zwar in der Nähe des Rheinufers, ist von diesem aber seit Ende der 1950er Jahre durch den Ausbau der Bundesstraße 42 als Umgehungsstraße getrennt. Erbach ist über drei Anschlussstellen von der Bundesstraße aus erreichbar. Diese ist seit 1989 unter Umgehung von Eltville und Walluf vierstreifig an die Bundesautobahn 66 angeschlossen. Mit Kiedrich ist Erbach über die Kreisstraße K638 und die Landstraße L3320 (Ostrichtung) verbunden. In westliche Richtung führt die L3320 weiter zum Eichberg und nach Kloster Eberbach.
Erbach ist Haltepunkt für die Regionalbahnen auf der rechten Rheinstrecke zwischen Wiesbaden und Koblenz.
| Linie | Verlauf | Takt                                                                   |
| ----- | --- | ---------------------------------------------------------------------- |
| RB 10 | RheingauLinie: Frankfurt (Main) Hbf – Frankfurt-Höchst – Mainz-Kastel – Wiesbaden Hbf – Wiesbaden-Biebrich – Wiesbaden-Schierstein – Niederwalluf – Eltville – Erbach (Rheingau) – Hattenheim – Oestrich-Winkel – Geisenheim – Rüdesheim (Rhein) – Assmannshausen – Lorch (Rhein) – Lorchhausen – Kaub – St. Goarshausen – Kestert – Kamp-Bornhofen – Filsen – Osterspai – Braubach – Oberlahnstein – Niederlahnstein – Koblenz Hbf – Koblenz Stadtmitte – Neuwied Stand: Fahrplanwechsel Dezember 2023 | 60 min 30 min (Frankf.–Assmannshausen) 30 min (Frankf.–KO Hbf zur HVZ) |

An der Bahnstation quert die K638 die Bahnlinie mit einem beschrankten Bahnübergang.

## Sehenswürdigkeiten
Am westlichen Ortseingang liegen Schloss Reinhartshausen und die katholische Pfarrkirche St. Markus. Die Kirche wurde im 15. Jahrhundert erbaut, im 18. Jahrhundert erweitert, 1902–1903 Schiffdach erneuert und Helm des Turmes ergänzt; Architekt Ludwig Hofmann. Im Osten von Erbach ließ Marianne von Oranien-Nassau, geborene Prinzessin der Niederlande und geschiedene Prinzessin von Preußen (1830–1883) im Jahr 1861 zum Gedenken an ihren im Alter von 12 Jahren verstorbenen Sohn Johann Wilhelm von Reinhartshausen (1849–1861) die neugotische Johanneskirche erbauen. Sie ist die älteste evangelische Kirche im oberen Rheingau und wurde 1865 feierlich eingeweiht. Mariannes Sohn wurde in der Gruft bestattet.

## Erbacher Weinlagen
Der Weinbau in Erbach ist seit dem Mittelalter belegt. Mit 269 Hektar Rebfläche nimmt der Weinbau in Erbach den größten Teil der landwirtschaftlich nutzbaren Fläche ein. Die Erbacher Gemarkung ist Teil der Großlage Honigberg.
Bekannteste Lage ist der 6,7 Hektar große Erbacher Marcobrunn, gelegen  zwischen Erbach und Hattenheim oberhalb der alten Bundesstraße rings um die als klassizistisches Bauwerk gestaltete Brunnenfassung. Die Lage ist ausschließlich mit Riesling bestockt und unter einigen wenigen bekannten Weingütern aufgeteilt, darunter die Hessischen Staatsweingüter, Schloss Reinhartshausen, Langwerth von Simmern, Freiherr zu Knyphausen und Schloss Schönborn, Weingut Maximilianshof (Familie Christoph Ritter und Edler von Oetinger) sowie Weingut Detlev Ritter und Edler von Oetinger (Inhaber: Achim von Oetinger). Die Lage bringt regelmäßig hochwertige Prädikatsweine hervor, die als Raritäten bei Spitzenweinversteigerungen Höchstpreise erzielen. Johann Wolfgang von Goethe zählte den Marcobrunner zu den Magnaten, den Spitzenweinen, die untereinander keinen Rangstreit kennen. Goethe war übrigens mit der durch ihn als literarisches Vorbild der „Fräulein von B..“ in seinem Briefroman Die Leiden des jungen Werthers (1774) gewürdigten Frankfurter Adligen Charlotte Edler von Oetinger, geb. von Barckhaus genannt von Wiesenhütten (1756–1823), der Ehefrau von Eberhard Christoph Ritter und Edlem von Oetinger (1743–1805) und Vorfahrin der heutigen Weingutsbesitzer Ritter und Edlen von Oetinger, verwandt und eng befreundet.
An den Marcobrunn schließen sich die Lagen Siegelsberg und Schlossberg an. Westlich und östlich der Landstraße nach Kloster Eberbach befinden sich in Ortsnähe die Lagen Hohenrain und Steinmorgen. Weiter entfernt liegt die Michelmark und unterhalb des Waldrandes ist die flächenmäßig größte Einzellage Honigberg zu finden.
Eine Besonderheit ist die Lage Erbacher Rheinhell auf der 68,5 Hektar großen Rheininsel Mariannenaue. Sie ist die größte der beiden Weinlagen auf der 23 Hektar großen Anbaufläche der Rheininsel. Sie befindet sich im Alleinbesitz des Weingutes Schloss Reinhartshausen. Durch das von den umliegenden Wasserflächen geprägte Mikroklima und auf den sand-, kies- und lehmhaltigen Böden gedeihen hier die Rebsorten Chardonnay und Sauvignon Blanc, die sonst im Rheingau nicht angebaut werden.

## Persönlichkeiten, Töchter und Söhne
In alphabetischer Reihenfolge
- Bernhard Birkenstock (1735–1819), Zisterzienser und Abt von Arnsburg
- Hans-Josef Blumensatt (* 1950), Jurist und ehemaliger Generalstaatsanwalt in Hessen
- Johannes Galli (* 1952), Autor und Gründer des Galli Theaters[8]
- Johannes Golla (* 1997), Handballspieler
- Christian Jung (1920–1974), römisch-katholischer Geistlicher und Generalvikar des Bistums Limburg
- Franz Josef Jung (* 1949), Landtagsabgeordneter (1983–2005), Bundestagsabgeordneter (2005–2017), Bundesminister der Verteidigung (2005–2009) und Bundesminister für Arbeit und Soziales (2009) sowie Rechtsanwalt und Notar in Eltville
- Ingmar Jung (* 1978), Staatssekretär im Hessischen Ministerium für Wissenschaft und Kunst (2010–2017); seit 2017 Bundestagsabgeordneter
- Werner J. Kloft (* 1925 in Erbach), Zoologe, unter anderem Lehrstuhlinhaber in Bonn
- Gisbert zu Knyphausen (* 1979), Singer-Songwriter
- Jürgen Rasper (* 1975), Moderator beim Hessischen Rundfunk, Radio hr1/hr3
- Hans Uwe Schneider (1937–2018), Entertainer als Parodist, Stimmenimitator und Sänger
- Theodor Tecklenburg (1839–1908), hessischer Bergfachmann und Abgeordneter der 2. Kammer der Landstände des Großherzogtums Hessen
- Adam Weinbach (1819–1870), Unternehmer und Abgeordneter der 2. Kammer der Landstände des Herzogtums Nassau
- Horst Wenig (1919–1986), Flottillenadmiral

## Regelmäßige Veranstaltungen
Das Erbacher Erdbeerfest findet seit 1935 jeweils am dritten Juni-Wochenende statt.